# Jorge Daesslé Segura

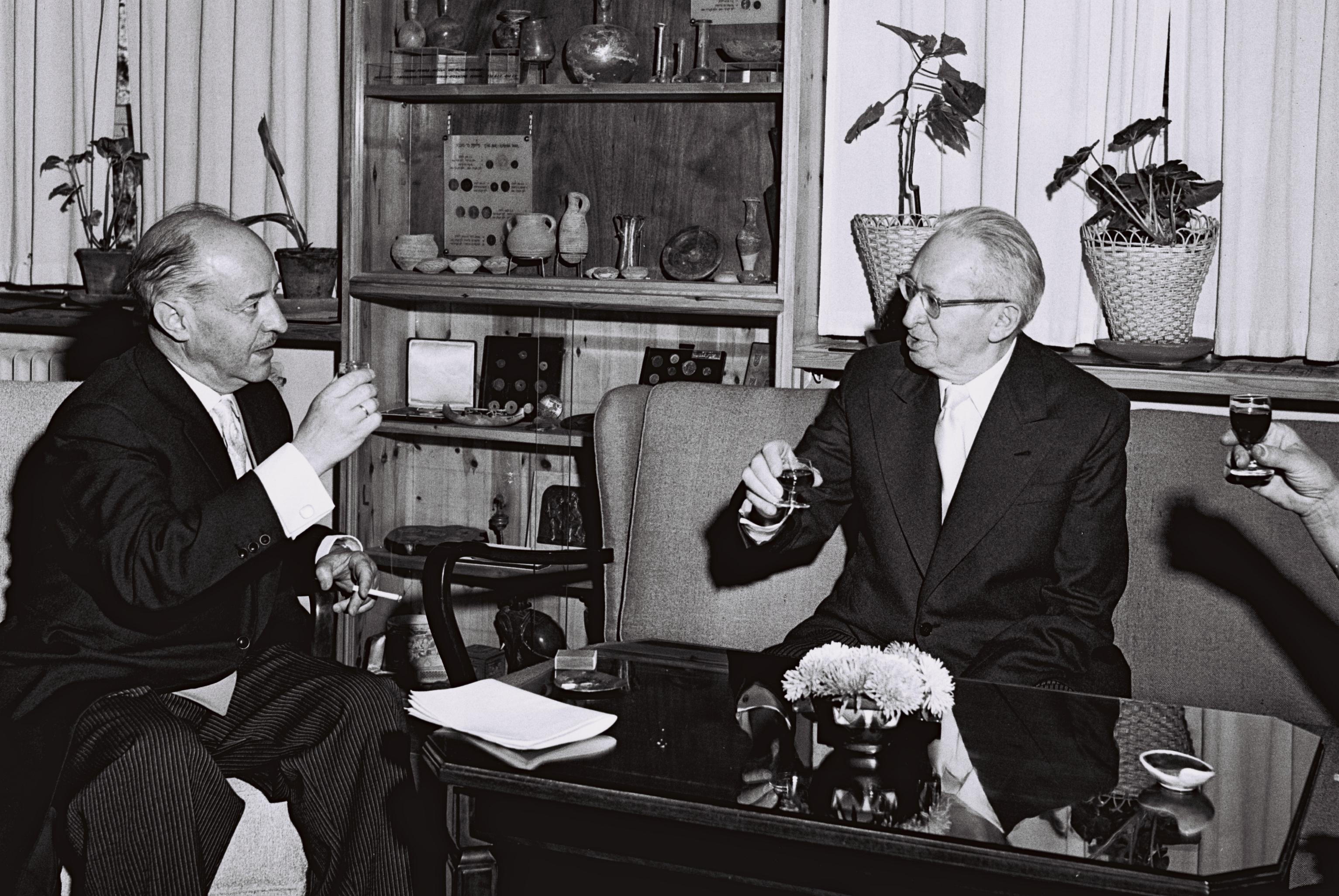
Botschafter Jorge Daesslé Segura mit dem Präsidenten von Israel Yitzhak Ben-Zvi in Jerusalem

Jorge Daesslé Segura (* 18. Januar 1898 in Durango; † unbekannt) war ein mexikanischer Botschafter.

## Leben
Jorge Daesslé Segura war zweiter Botschaftssekretär in den USA und Teilnehmer der Konferenz von Dumbarton Oaks.
Von März 1946 bis 20. September 1948 wechselten sich Jorge Daesslé Segura mit José Maximiliano Alfonso de Rosenzweig Díaz (* 1886) in der Leitung der Pariser Botschaft häufig ab.
Mexikanische Staatsbürger verlieren mit der Aufnahme in ausländische Orden regelmäßig ihre Staatsbürgerschaft. Falls die Staatsbürger die Aufnahme in einen Orden aus diplomatischen Gründen nicht ablehnen könnten, werden entsprechende Ausnahmegesetze erlassen. Für Jorge Daesslé Segura wurde am 29. November 1950 ein Ausnahmegesetz für die Aufnahme in einen Orden von Haile Selassie erlassen.
Von 1960 bis 1964 war er Botschafter Mexikos in Israel.

## Veröffentlichungen
- Monografía sobre las relaciones comerciales de México con Canadá. Secretaría General del Consejo Superior Ejecutivo de Comercio Exterior, 1953.

| Vorgänger                           | Amt                                                                   | Nachfolger                        |
| ----------------------------------- | --------------------------------------------------------------------- | --------------------------------- |
| Antonio Ríos Zertuche               | Geschäftsträger an der mexikanischen Botschaft in Paris 1946–1948     | Francisco del Río y Cañedo        |
| José Luis Ignacio Rodríguez Taboada | Geschäftsträger an der mexikanischen Botschaft in Guatemala 1951–1952 | Primo Villa Michel                |
| Salvador Alva Cejudo                | Mexikanischer Botschafter in Den Haag 1958–1959                       | Rafael Fernando Fuentes Boettiger |
| Héctor Cruz Manjarrez Moreno        | Mexikanischer Botschafter in Tel Aviv 1960–1964                       | Rafael Nieto del Castillo         |